# Artaldo I di Pallars Sobirà
Artaldo I di Pallars Sobirà (in spagnolo Artal, in catalano Artau, in francese Artaud; terza decade secolo XI circa – 1081 circa) fu il terzo Conte di Pallars Sobirà dal 1049 alla sua morte.

## Origine
Artaldo, come conferma il documento n° 12 del El Monestir de Santa Maria de Gerri (segles XI-XV) Collecció Diplomática, II (non consultato) era il figlio secondogenito del primo Conte di Pallars Sobirà, Guglielmo II e della moglie, Stefania di Urgell, figlia del conte di Urgell, Ermengol I e della moglie Teutberga o Geriberga († prima del 1017), che secondo l'Europäische Stammtafeln, vol II, 187 (non consultate), era la figlia del Conte di Provenza e marchese di Provenza, Rotboldo II e della moglie, Emilde o Eimilde. 

Secondo il capitolo n° XXXVI del libro XLVI della España sagrada. 46, De las santas iglesias de Lérida, Roda y Barbastro, Guglielmo II di Pallars Sobirà era il figlio secondogenito del Conte di Pallars e Conte consorte di Ribagorza, Suniario I e di Ermentrude di Rouergue, che secondo le Europäische Stammtafeln, volume III, parte 1, n° 119 (non consultate) era la figlia del conte di Rouergue, Raimondo II, e di Riccarda, figlia di Odoino.

## Biografia
Alla morte di suo nonno, il Conte di Pallars e Conte consorte di Ribagorza, Suniario I, tra il 1010 e il 1011, gli succedettero i due figli, Raimondo e Guglielmo (il padre di Artaldo), che si divisero la contea:
- a Raimondo III toccò la parte meridionale più ricca e popolata, con più possibilità di espansione, la contea di Pallars Jussà
- a suo padre, Guglielmo II, la parte settentrionale, la contea di Pallars Sobirà[11][12].

Si presume che suo padre, Guglielmo II, morì nel 1035, poiché in quell'anno nel documento n° 6 di El Monestir de Santa Maria de Gerri (segles XI-XV) Collecció Diplomática, II (non consultato) compaiono solo la moglie, Stefania ed il fratello di Artaldo, Bernardo II, già citato col titolo di conte (Stephania…cometissa et filio suo Bernardo chomite); infatti Bernardo II gli era succedette come ci conferma il documento n° 212 della Histoire Générale de Languedoc 3rd Edn. Tome V, Preuves, Chartes et Diplômes, datato 1037, inerente ad una vendita fatta dal conte Bernardo, assieme alla madre, Stefania (Domnus Bernardus Guilelmi gratia Dei comes vel marchio et Stefania mater sua).
Di Bernardo II, non si conosce la data esatta della morte, che molto probabilmente fu nel 1049; Artaldo gli succedette come Artaldo I.
I primi anni di governo di Artaldo I erano stati turbolenti: ebbe disaccordi con il cugino, Raimondo IV, Conte di Pallars Jussà, sia per motivi ereditari che per i confini territoriali, e ebbe contrasti anche con i conti di Urgell.
Artaldo I, nel 1064, Raimondo riuscì ad appianare le divergenze col cugino, Raimondo IV, mentre continuò ad avere problemi col nuovo conte di Urgell, Ermengol IV.
In quel periodo vi sono cinque documenti di donazioni fatte da Artaldo I al monastero di Santa Maria de Gerri, riportate da El Monestir de Santa Maria de Gerri (segles XI-XV) Collecció Diplomática, II (non consultato):

 il n° 8, datato 1050, con la prima moglie, Costanza (Artaldus maior gratia Dei comes cum uxori mea Constancia comitissa) 

 il n° 10, datato 1059, con la seconda moglie, Lucia (Artallus gratia Dei comes comes et marchio cum coniugem meam Luciam comitissa)

 il n° 11, datato 1068, con la seconda moglie, Lucia (Artallus gratia Dei comes comes et coniux mea Lucia) 

 il n° 12, datato 1070, da solo (Artallus comes filius Gylelmo)

 il n° 18, datato 1076, in cui (Artallus gratia Dei comes) conferma le donazioni fatte dal padre, Guglielmo II (patrem meum Wigelmo) e dal fratello Bernardo II (frater meus Bernardus)
Sempre nel 1076, secondo il documento n° CCLXXXVIII della Marca Hispanica sive Limes Hispanicus, Artaldo I con il figlio primogenito Artaldo (Artaldus comes et filius meus Artaldus) avevano riconosciuto un danno arrecato all'Abbazia di San Michele di Cuxa (coenobii Coxianensi).
Nel 1075, secondo il documento n° 321 della Histoire Générale de Languedoc 3rd Edn. Tome V, Preuves, Chartes et Diplômes, Artaldo (Artaldus comes) aveva fatto una donazione assieme ai tre figli, Artaldo, Guglielmo e Oddone (filius meus Artaldus, alter filius meus Guillelmus, alter Odo).
Artaldo I (Artallus gratia Dei comes) ebbe problemi con l'abate Arnaldo del monastero di Santa Maria de Gerri (Arnallus de Gerre), per il possesso di un castello (Petra-Media…castro) che aveva usurpato al monastero, che fu risolto nel 1081, con la restituzione del castello al monastero, come ci viene confermato da due documenti della Histoire Générale de Languedoc 3rd Edn. Tome V, Preuves, Chartes et Diplômes:

il n° 350, e

il n° 351.

Il documento n° 25 del El Monestir de Santa Maria de Gerri (segles XI-XV) Collecció Diplomática, II (non consultato), datato 1081, ci conferma che il problema tra Artaldo I e Arnaldo, abate del monastero di Santa Maria de Gerri, inerente ad un castello di (Petra-Media…castro) era stato risolto.
Artaldo I aveva litigato anche con il vescovo di Urgell, a seguito della quale morì scomunicato nel 1081.

Gli succedette il figlio Artaldo, come Artaldo II, che nel documento n° 26 del El Monestir de Santa Maria de Gerri (segles XI-XV) Collecció Diplomática, II (non consultato), datato 19 aprile 1082, viene citato col titolo di conte (Artallus comes).

## Matrimoni e discendenza
Artaldo I, prima del 1050, aveva sposato in prime nozze Costanza di cui non si conoscono gli ascendenti (Artaldus maior gratia Dei comes cum uxori mea Constancia comitissa), come ci viene confermato dal documento n° 8, datato 1050, del El Monestir de Santa Maria de Gerri (segles XI-XV) Collecció Diplomática, II (non consultato).

Artaldo I da Costanza non ebbe figli.

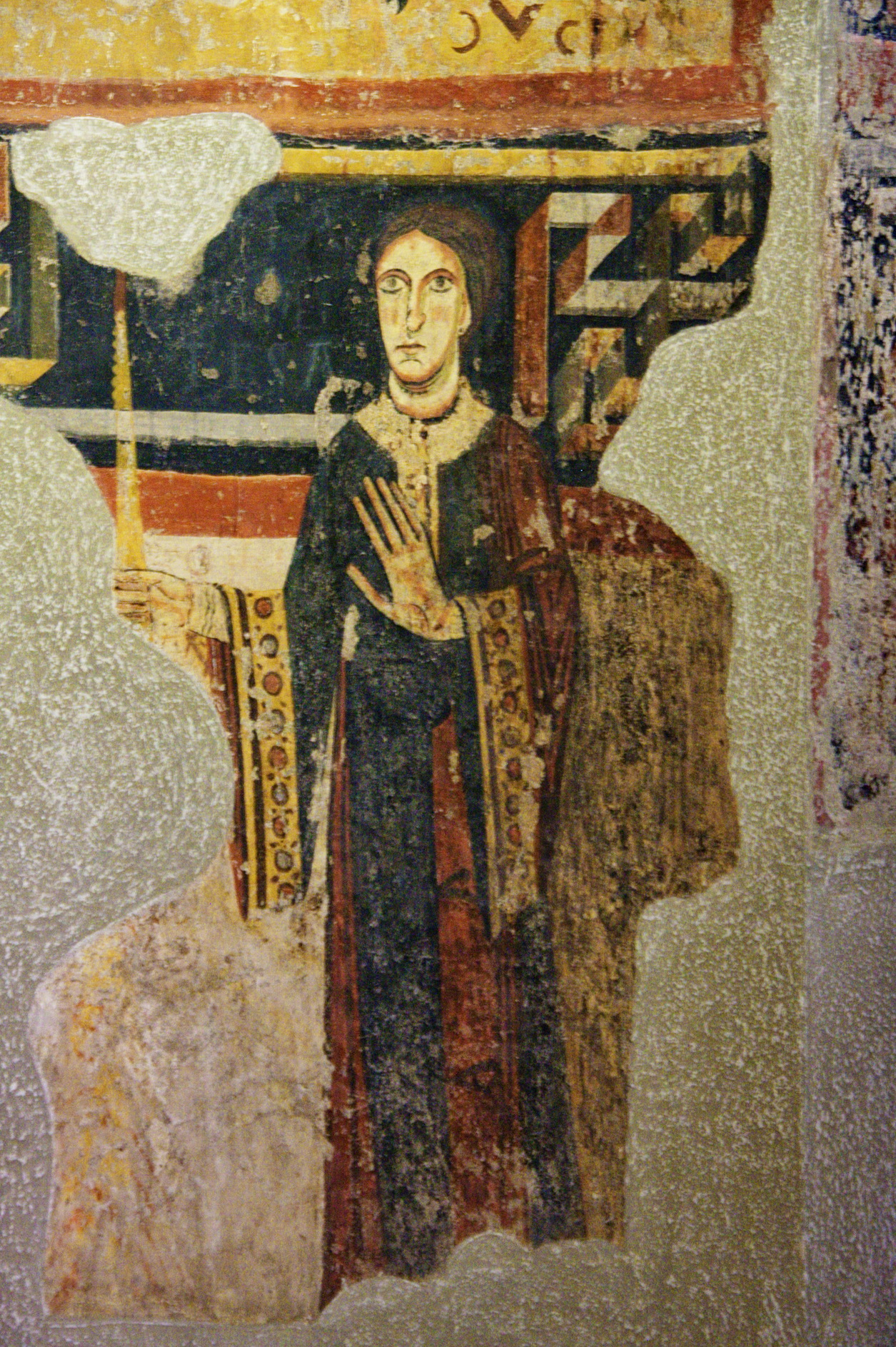
Lucia de La Marche

Artaldo I, nel 1057, come conferma lo storico catalano, Pròsper de Bofarull i Mascaró, aveva sposato in seconde nozze Lucia de La Marche, cognata del conte di Barcellona, Raimondo Berengario I detto el Vell ("il Vecchio") (1024-1076) e sorella di Almodis de La Marche, figlia di Bernardo I (ca. 991- 16 giugno 1047) conte de La Marche e della moglie, Amelia de Rasés (? - † 1053); il contratto di matrimonio viene riportato nel documento n° CCLIII della Marca Hispanica sive Limes Hispanicus; il matrimonio viene confermato da tre documenti di donazioni fatte da Artaldo I e da Lucia de La Marche al monastero di Santa Maria de Gerri, riportate da El Monestir de Santa Maria de Gerri (segles XI-XV) Collecció Diplomática, II (non consultato):

 il n° 10, datato 1059 (Artallus gratia Dei comes et marchio cum coniugem meam Luciam comitissa)

 il n° 11, datato 1068 (Artallus gratia Dei comes et coniux mea Lucia) 

 il n° 23, datato 1081 (Artallus gratia Dei comes et coniux mea Lucia).

Anche Lucia de La Marche era al suo secondo matrimonio, avendo un contratto di matrimonio col conte di Besalù, Guglielmo II, datato 1054, come ci conferma ancora Pròsper de Bofarull i Mascaró, nel suo Los condes de Barcelona vindicados, Tome II.

Lucia sopravvisse al marito, in quanto viene citata nel documento n° 26 del El Monestir de Santa Maria de Gerri (segles XI-XV) Collecció Diplomática, II (non consultato), datato 19 aprile 1082, assieme ai figli, Artaldo II e Oddone (Artallus comes…frater meus Odo materque nostra Lucia); inoltre Lucia viene citata ancora nel documento n° 43 del El Monestir de Santa Maria de Gerri (segles XI-XV) Collecció Diplomática, II (non consultato), del 1085 circa, assieme ai figli, Artaldo II e Oddone e al cognato Raimondo (Artalli comiti seu et Otone frater eius et Regemundo Guillelmi avunculi eius seu et Lucia comitissa mater eius).

Lucia morì nel 1091 circa

Artaldo I da Lucia de La Marche ebbe tre figli:
- Artaldo († 1124 circa), Conte di Pallars Jussà, come da documento n° 26 del El Monestir de Santa Maria de Gerri (segles XI-XV) Collecció Diplomática, II (non consultato)[1];
- Guglielmo[18] († dopo il 1075);
- Oddone[18] († 1122 circa), che fu vescovo di Urgell (Sant'Otón).

### Fonti primarie
- (LA)  Histoire générale de Languedoc : avec des notes et les pièces justificatives, T. 5.
- (LA)  España sagrada. 46.
- (LA)  Recueil des Chartes de l'Abbaye de Cluny, tome III.
- (LA)  Marca Hispanica.

### Letteratura storiografica
- (ES)  Bofarull i Mascaró, Los condes de Barcelona vindicados, Tome II.
- (EN) The Development of Southern French and Catalan Society, 718-1050, su libro.uca.edu.